# خولي فرنانديز
خولي فرنانديز (بالإسبانية: Julián Cerdá Vicente)‏ (9 أغسطس 1981 بألكوي في إسبانيا - ) هو لاعب كرة قدم إسباني في مركز الوسط. لعب مع بوليديبورتيفو إيخيذو وديبورتيفو ألافيس ورايو فايكانو ونادي أستيراس تريبوليس ونادي ألكوركون ونادي ألكويانو ونادي أليكانتي ونادي إلتشي ونادي كاستييون وBenidorm CF ‏.

## وصلات خارجية
- خولي فرنانديز على موقع قاعدة بيانات كرة القدم.إي يو (الإنجليزية)
- خولي فرنانديز على موقع Soccerbase.com (لاعب) (الإنجليزية)
- خولي فرنانديز على موقع Soccerway.com (الإنجليزية)
- خولي فرنانديز على موقع AS.com (الإسبانية)